# Virginia Slims of Detroit 1978
Virginia Slims of Detroit 1978  — жіночий тенісний турнір, що відбувся на закритих кортах з килимовим покриттям Cobo Hall & Arena в Детройті (США) в рамках Світової чемпіонської серії Вірджинії Слімс 1978. Відбувсь усьоме і тривав з 21 до 26 лютого 1978 року. Перша сіяна Мартіна Навратілова виграла свій другий підряд титул на цьому турнірі й отримала за це 20 тис. доларів США.

## Фінальна частина

### Одиночний розряд
Мартіна Навратілова —  Діанне Фромгольтц 6–3, 6–2
- Для Навратілової це був 6-й титул в одиночному розряді за сезон і 19-й — за кар'єру.

### Парний розряд
Біллі Джин Кінг /  Мартіна Навратілова —  Керрі Рід /  Венді Тернбулл 6–3, 6–4

## Розподіл призових грошей
| Дисципліна       | П       | F       | 3-тє   | 4-те   | ЧФ     | 1/8    | 1/16 |
| Одиночний розряд | $20,000 | $10,500 | $6,300 | $5,500 | $2,800 | $1,550 | $850 |